# ECall
eCall of E-Call is een Europees initiatief dat bedoeld is om snelle hulp te bieden aan automobilisten die betrokken zijn bij een botsing overal in de Europese Unie. eCall werd verplicht in alle nieuwe auto's die vanaf april 2018 binnen de EU worden type goedgekeurd.

## Geschiedenis
Het concept eCall werd in 1999 gepresenteerd door de Europese ambtenaar Luc Tytgat tijdens de lancering van het Galileo-project van de Europese Commissie. Een jaar eerder kwamen 170 deskundigen bijeen in Brussel, op uitnodiging van de Commissie, om de Europese afhankelijkheid van het Amerikaanse GPS-systeem te analyseren, maar ook om voorstellen voor civiele toepassingen te verzamelen.
In 2001 werd het project voor het eerst gepresenteerd als een Europees oproepsysteem, in het kader van de Duitse jeugdwetenschapswedstrijd Jugend forscht.
In 2007 werd het project uitgesteld.
In 2011 werd het project opnieuw door de Europese Commissie gepusht.
In de zomer van 2013 werd het project aangenomen en zou het op 1 oktober 2015 voltooid zijn.
Op 6 september 2013 verwelkomden brancheorganisaties die actief zijn in de automotive aftermarket (zoals AIRC, CLEPA, FIA, FIGEAFA) het eCall-initiatief van de Europese Commissie en ondersteunen volledig de Europese invoering van eCall tegen 2015 in alle nieuwe types goedgekeurde auto's en lichte commerciële voertuigen. Secretaris-generaal Karel Bukholczer van AIRC (Association des Reparateurs en Carrosserie) zei dat eCall een belangrijk initiatief is om het aantal doden en de ernst van gewonden op de Europese wegen te verminderen.
Slovenië introduceerde eCall in december 2015. Italië heeft in mei 2017 een proefprogramma in geselecteerde regio's opgezet en Zweden heeft eCall in oktober 2017 geïntroduceerd.
De inzet van eCall-apparaten werd verplicht gesteld in alle nieuwe auto's die vanaf 1 april 2018 in de Europese Unie werden verkocht.
Op IP-gebaseerde mechanismen voor noodhulpdiensten zijn geïntroduceerd ter ondersteuning van de volgende generatie van de pan-Europese noodoproepservice in voertuigen in mei 2017.
In maart 2018 identificeerde de aanbeveling de vereisten van een op Internet of Things (IoT) gebaseerd automotive emergency response-systeem (AERS), dat wil zeggen eCall, voor aftermarket-apparaten.
Op 6 maart 2020 raakte in Nederland op de A2 bij Amsterdam midden in de nacht een auto van de weg die uitgerust was met eCall. De bestuurder zat bekneld en was niet in staat om 112 te bellen. De auto maakte zelf contact met de hulpdiensten via eCall, waardoor deze actie konden ondernemen, anders was de kans klein geweest dat de man tijdig zou zijn gevonden. Deze eCall was de eerste die de brandweer Amsterdam-Amstelland ooit ontving.

## Concept
Het eCall-initiatief heeft als doel een apparaat in alle voertuigen te installeren dat automatisch het alarmnummer 112 belt in geval van een ernstig verkeersongeval, en airbag-gebruik en sensorinformatie van de impact draadloos te verzenden, evenals GPS- of Galileo-coördinaten naar lokale hulpdiensten. Een handmatige belknop is ook aanwezig. eCall bouwt voort op E112. Volgens sommige schattingen zou eCall de responstijd van noodsituaties met 40 procent kunnen verminderen in stedelijke gebieden en met 50 procent in landelijke gebieden.
Veel bedrijven houden zich bezig met telematicatechnologie om te gebruiken in verschillende aspecten van eCall, inclusief boordsystemen, draadloze gegevenslevering en antwoordpunten voor openbare veiligheid. Standaardisatie van communicatieprotocollen en problemen met de menselijke taal zijn enkele obstakels. Prototypes zijn met succes getest met GPRS en in-band-signalering via mobiele netwerken. Tegelijkertijd bestaan er reeds eCall-oplossingen die gebruik maken van sms die toegepast worden door autofabrikanten zoals BMW, PSA en Volvo Cars.
Het project wordt ook ondersteund door de Europese Vereniging van Automobielfabrikanten (ACEA), een belangengroep van Europese auto-, bus- en vrachtwagenfabrikanten, en ERTICO. Veel van de belanghebbende bedrijven die betrokken zijn bij telematicatechnologie zijn lid van ERTICO of ACEA. Een voordeel van dit lidmaatschap is de grotere mogelijkheid om de ontwikkeling van eCall-normen te beïnvloeden.